# Gordon Tootoosis

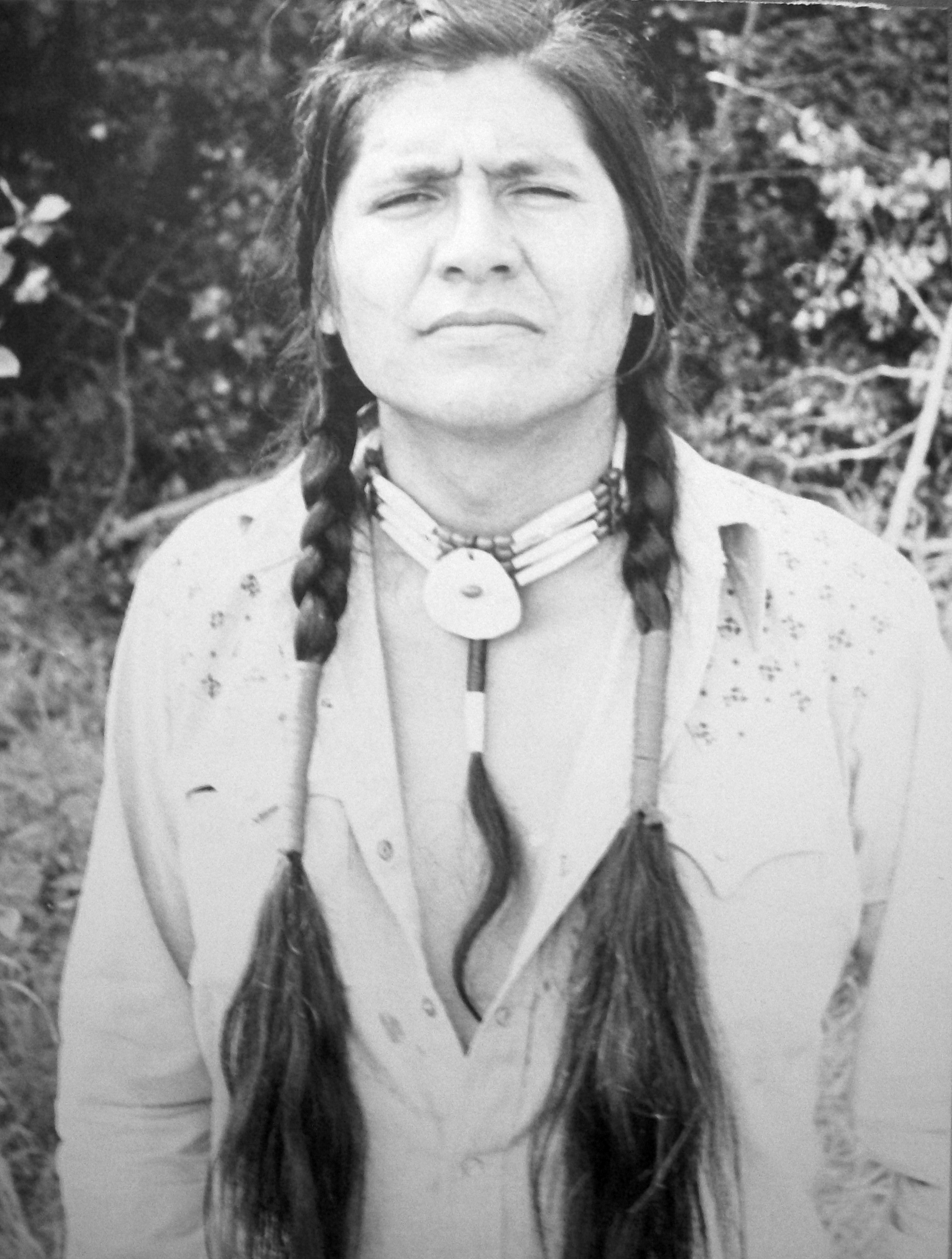
Gordon Tootoosis

Gordon Tootoosis (* 25. Oktober 1941 in der Poundmaker Reservation; † 5. Juli 2011 in Saskatoon) war ein kanadischer Schauspieler, der von den Cree und Stoney abstammte.

## Leben
Tootoosis erlebte als Kind und Jugendlicher eine Schulzeit, in der er gezwungen war, auf die Sprache seiner Vorfahren und Familie zu verzichten und arbeitete zunächst als Sozialarbeiter. Sein Interesse für die Kultur seines Volkes ließ ihn dann in den 1960er und 1970er Jahren als Teilnehmer der Show der Plains InterTribal Dance Group in zahlreichen Ländern auf Tournee gehen. Politisch engagierte Tootoosis sich als Vizepräsident der Federation of Saskatchewan Indian Nations.
1973 spielte Tootoosis seine erste Filmrolle, der bis zu seinem Tode über achtzig weitere folgten. Zu den bekanntesten zählen die in den Fernsehserien North of 60, Auf Wiedersehen, Pet und Moccasin Flats. Tootoosis wurde mit dem Gemini Award ausgezeichnet.
Tootoosis, der ein großer Förderer von indigenen Schauspielern war, erhielt im Oktober 2004 den Order of Canada. Er starb am 5. Juli 2011 an einer Lungenentzündung in Saskatoon.

## Filmografie (Auswahl)
- 1973: Ferner Donner (Alien Thunder)
- 1991: Black Robe – Am Fluß der Irokesen (Black Robe)
- 1992–1997: Die Mounties von Lynx River (North of 60) (Fernsehserie)
- 1994: Legenden der Leidenschaft (Legends of the Fall)
- 1995: Pocahontas (Stimme im Originalfilm)
- 1996: Alaska – Die Spur des Polarbären (Alaska)
- 1997: Auf Messers Schneide – Rivalen am Abgrund (The Edge)
- 1997: Kampf ums Überleben (Keeping the Promise)
- 1998: Que la lumière soit!
- 2000: Wild Christmas (Raindeer Games)
- 2002: Auf Wiedersehen, Pet (Fernsehserie)
- 2003–2006: Mocassin Flats (Fernsehserie)
- 2005: Into the West – In den Westen (Into the West)
- 2006: That Beautiful Somewhere
- 2006: Jagdfieber (Open Season) (Stimme im Originalfilm)
- 2012: Guns and Girls (Guns, Girls and Gambling)